# Читторгарх (округ)
Читторгарх (англ. Chittorgarh) — округ в индийском штате Раджастхан. Расположен на юго-востоке штата. Разделён на восемь подокругов. Административный центр округа — город Читторгарх. Согласно всеиндийской переписи 2001 года население округа составляло 1 802 656 человек. Уровень грамотности взрослого населения составлял 54,31 %, что ниже среднеиндийского уровня (59,5 %).